# سادات‌آباد (ارژن)
سادات‌آباد (ارژن)، روستایی از توابع بخش ارژن شهرستان شیراز در استان فارس ایران است.
این روستا به دست حاج سید جعفر موسوی و همراه برادرانش بنیان گذاری شده است 

## جمعیت
این روستا در دهستان قره چمن قرار دارد و براساس سرشماری مرکز آمار ایران در سال ۱۳۸۵، جمعیت آن ۸۲ نفر (۲۴خانوار) بوده‌است.